# ルル/ときめきハッカー
「ルル／ときめきハッカー」は、やくしまるえつこの4枚目のシングル。2011年5月25日にスターチャイルドから発売された。

## 概要
1曲目「ルル」は、テレビアニメ『電波女と青春男』のエンディング曲として起用された。。
ジャケットデザインは前作の『COSMOS vs ALIEN』同様、やくしまるとGROOVISIONSが担当している。なお、スペシャル蓄光ジャケット仕様となっており、暗闇で何かが浮かび上がる仕掛けがされている。
店舗別先着購入特典として「ルルちゃんのときめきお布団コースター」(お布団柄のコースター）が付属する。

## 収録曲
| 全作詞・作曲: ティカ・α。 |                                      |           |            |          |      |
| #                         | タイトル                             | 作詞      | 作曲・編曲 | 編曲     | 時間 |
| 1.                        | 「ルル」                             | ティカ・α | ティカ・α  | 近藤研二 | 3:31 |
| 2.                        | 「ときめきハッカー」                 | ティカ・α | ティカ・α  | Itoken   | 5:58 |
| 3.                        | 「ルル」(off vocal ver.)             | ティカ・α | ティカ・α  | 近藤研二 | 3:31 |
| 4.                        | 「ときめきハッカー」(off vocal ver.) | ティカ・α | ティカ・α  | Itoken   | 5:58 |
| 5.                        | 「ルル」(tv-size)                    | ティカ・α | ティカ・α  |          | 1:35 |
| 6.                        | 「ときめきハッカー」(EOG only)       | ティカ・α | ティカ・α  |          | 1:09 |
| 合計時間:                 | 合計時間:                            | 合計時間: | 21:45      |          |      |

## カバー

### ルル
- 双葉杏（五十嵐裕美） - アルバム『THE IDOLM@STER CINDERELLA MASTER Cute jewelries! 001』（2013年）
- しぐれうい - アルバム『まだ雨はやまない』（2022年）